# Vorbasse Krigshavn
Vorbasse Krigshavn eller Krigshavnen i Vorbasse er et gadekær i Vorbasse sandsynligvis navngivet af gøgleren Professor Labri.
Tidligere blev Krigshavnen brugt som Vorbasses branddam, og omkring år 1900 blev der plantet træer omkring gadekæret. I 1922 blev en mindesten for Enrico Dalgas stillet over til gadekæret, og i 1930'erne begyndte beboerne at plante flere træer, der blev lavet en stensætning omkring den og et springvand blev installeret i midten. I området omkring gadekæret blev der plantet græs og lagt grusgange, så hele området blev til et parkanlæg, området blev så omringet af et hvidt stakit, der senere blev skiftet ud med en hæk. I 1979 til 1987 købte Vorbasse Grundejerforening nogle områder omkring gadekæret og byggede en legeplads. I år 2003 begyndte en renovering af gadekæret hvor stensætningen blev sat om, gamle træer blev fjernet og platformen og hytten blev bygget. 
Allerede i år 1924 lå det første modelkrigsskib i gadekæret, men det var først i 1984 at Korvetten LABRI blev søsat i gadekæret. I 1990 blev overdelen af en russisk ubåd sat i gadekæret, men stykket blev dog fjernet i 2003 og i stedet senere placeret på campingpladsen i byen. Korvetten Labri ligger dog stadig i gadekæret og bliver søsat hvert år påskelørdag, så den er klar til kamp. Søsætning sker under en ceremoni, der bliver fejret i hele byen.
55°37′54.21″N 9°4′45.78″Ø / 55.6317250°N 9.0793833°Ø